# Nguyễn Tuyết Liên
Nguyễn Tuyết Liên (sinh năm 1963) là đại biểu Quốc hội Việt Nam khóa 13, thuộc đoàn đại biểu Sóc Trăng.
Ngày sinh: 10/8/1963
Giới tính: Nữ
Dân tộc: Kinh
Tôn giáo: Không
Quê quán: Phường Hưng Phú, Quận Ninh Kiều, TP Cần Thơ
Trình độ chính trị: Cao cấp lý luận chính trị
Trình độ chuyên môn: Thạc sỹ Luật học
Nghề nghiệp, chức vụ: Phó Trưởng đoàn chuyên trách Đoàn ĐBQH tỉnh Sóc Trăng khóa XIII, Ủy viên Ủy ban Kinh tế của Quốc hội
Nơi làm việc: Văn phòng Đoàn đại biểu Quốc hội và Hội đồng nhân dân tỉnh Sóc Trăng
Ngày vào đảng: 22/6/1989
Nơi ứng cử: Sóc Trăng
Đại biểu Quốc hội khoá: XIII
Đại biểu chuyên trách: Địa phương
Đại biểu Hội đồng Nhân dân: Không